# A Flecha (1926)
A Flecha – panfleto político de publicação quinzenal, foi uma publicação portuguesa de curta duração (fevereiro a abril de 1926) integralmente redigida por Evaristo de Carvalho, republicano de alma, que expunha as suas convicções políticas usando este meio de comunicação de fácil acesso e baixo custo. Na totalidade saíram a público 3 números, cada qual com a sua respetiva abordagem, notando-se um esforço claro por parte do autor em lançar alternativas urgentes para melhorar o estado de instabilidade e declínio do regime republicano. Contudo, em Maio do mesmo ano, posto em marcha o golpe militar liderado por Afonso Costa, a Flecha não mais se disparou.